# Семенчук (перевал)
Семенчу́к — гірський перевал в Українських Карпатах, в масиві Яловичорські гори. Розташований на півдні Вижницького району Чернівецької області, на вододілі річок Олениу (притока Кобилари — одного з витоків річки Сучави) і Сарати. Висота перевалу — 1410 м (за іншими даними — 1405 або 1414 м).
Перевалом проходить дорога місцевого значення, яка з'єднує села Шепіт і Сарата. Дорога без твердого покриття (ґрунтова), умовно-проїзна, годиться для гужового транспорту, мотоциклів або автомобілів повищеної прохідності. Взимку перевалом не користуються.
За 250 м від перевалу проходить українсько-румунський кордон, а за 3,5 км на північний захід, на горі Томнатик (хребет Томнатикул) розташована покинута база радянської ППО — «Памір».